# Miguel Porlán Noguera
Miguel Porlán Noguera, conegut com a Chendo (Totana, Múrcia, 12 d'octubre de 1961) és un futbolista murcià, ja retirat. Va ser internacional amb la selecció espanyola.

## Trajectòria esportiva
Va ingressar en el Reial Madrid l'1 de setembre de 1977 passant a l'equip juvenil. En el 1980 dona el salt i juga al Castella. Va debutar amb el Reial Madrid l'11 d'abril de 1982 (CE Castelló-Reial Madrid) suplint a Míchel en el minut 88 del partit que els equips filials van haver de jugar en primera divisió a causa de la vaga de futbolistes professionals.
La temporada següent va començar a jugar amb regularitat amb el primer equip, fins a acabar fent-se amb el lloc de titular en el lateral dret. Jugador de gran lliurament i un enorme esperit de sacrifici, va realitzar el seu partit més destacat en un Reial Madrid-Nàpols (Copa d'Europa), de la temporada 1987-88 en el qual realitzà un impecable marcatge a Maradona.
El seu únic equip com professional va ser el Reial Madrid, amb el qual va disputar 363 partits de lliga i va marcar 3 gols, retirant-se el 30 de juny de 1998, després d'haver jugat 16 temporades com defensa i aconseguir nombrosos títols.
Va debutar com a internacional amb la selecció espanyola el 22 de gener de 1986 amb victòria davant l'URSS; el seu últim partit amb la selecció Espanyola el va disputar enfront de Iugoslàvia el 26 de juny de 1990, totalitzant 26 partits i havent disputat els mundials de 1986 i 1990 i la Eurocopa de 1988.
El 18 de maig de 2011, amb 49 anys, va tornar a disputar uns minuts amb el Reial Madrid a un amistós benèfic contra una selecció de futbolistes murcians, a favor dels damnificats pel terratrèmol de Llorca.

## Palmarès
- 7 Lligues (1986, 1987, 1988, 1989, 1990, 1995, 1997)
- 2 Copes del Rei (1989, 1993)
- 5 Supercopes d'Espanya (1988, 1989, 1990, 1993, 1997)
- 1 Copa de la Lliga (1985)
- 1 Lliga de Campions (1998)
- 2 Copes de la UEFA (1985, 1986)
- 1 Copa Iberoamericana (1994)